# Strada statale 710 Tangenziale Est di Campobasso
La strada statale 710 Tangenziale Est di Campobasso (SS 710), già nuova strada ANAS 276 Tangenziale Est di Campobasso (NSA 276), è una strada statale italiana, il cui percorso lambisce a est la città di Campobasso.

## Percorso
La strada ha origine dalla strada statale 87 Sannitica all'altezza del km 132,300 circa, a sud-ovest del centro abitato di Campobasso in località San Vito. La strada taglia in due la parte meridionale della città per mezzo di viadotti e della galleria Vazzieri - San Vito lunga più di 500 metri.
L'arteria al momento della sua costruzione fu pensata come variante alla strada statale 87 Sannitica che attraversa invece il centro abitato di Campobasso. Gran parte della segnaletica negli anni ha fatto riferimento difatti alla SS 87, mentre in tempi recenti è possibile riscontrare la denominazione tangenziale Est.
La classificazione attuale risale al 2019 col seguente itinerario: "Innesto con la S.S. n. 87 a S. Vito (Campobasso) - Innesto con la S.S. n. 647 dir.B presso Ripalimosani" .

### Tabella percorso
| Tangenziale Est di Campobasso |                                                        |      |      |           |
| Tipo                          | Indicazione                                            | ↓km↓ | ↑km↑ | Provincia |
|                               | Sannitica Campobasso - Benevento                       | 0,0  | 2,5  | CB        |
|                               | Tangenziale Ovest di Campobasso Stadio Nuovo Romagnoli | 0,4  | 2,0  | CB        |
|                               | Vazzieri                                               | 1,4  | 0,4  | CB        |
|                               | Tangenziale Est di Fondo Valle del Tappino - Foggia    | 0,0  | 2,5  | CB        |